# Giuseppe Busia
Giuseppe Busia (Nuoro, 15 marzo 1969) è un giurista e dirigente pubblico italiano, dal 2020 presidente dell'Autorità nazionale anticorruzione (ANAC).

## Biografia
Laureatosi in giurisprudenza presso l'Università degli Studi di Roma "La Sapienza", ha conseguito i dottorati di ricerca in teoria dello Stato e istituzioni politiche comparate alla Sapienza e in diritto dell'economia presso l'Università degli Studi di Foggia. Si è specializzato in diritto comparato presso la Faculté Internationale de Droit Comparé di Strasburgo e all'Académie Internationale de Droit Constitutionnel di Tunisi. Avvocato e giornalista pubblicista, ha svolto attività di docenza in diverse università italiane, quale l'Università Europea di Roma, ove tiene il corso in diritto e gestione dei dati personali e delle biotecnologie.
Nel 2006 è stato vice capo di gabinetto al Ministero dei beni culturali e dal 2006 al 2008 ha ricoperto l'incarico di segretario della Conferenza Stato-Regioni presso la Presidenza del Consiglio dei ministri. Dal 2008 al 2012 ha ricoperto il ruolo di segretario generale dell'Autorità per la vigilanza sui contratti pubblici di lavori, servizi e forniture e dal 2012 quello di segretario generale presso il Garante per la protezione dei dati personali.
Il 10 giugno 2018 viene proposto dal presidente del Consiglio Giuseppe Conte per la carica di segretario generale della Presidenza del Consiglio dei ministri; la proposta non ha però seguito.
Dal 21 settembre 2020 è presidente dell'Autorità nazionale anticorruzione, succedendo a Raffaele Cantone dopo diversi mesi di "interregno" previo decreto del Presidente della Repubblica dell'11 settembre 2020 su proposta del ministro per la pubblica amministrazione Fabiana Dadone. Come presidente ANAC, da dicembre 2021 è membro del comitato esecutivo dell’International Association of Anti-Corruption Authorities (IAACA) e dal 6 febbraio 2025 ne è diventato vicepresidente; nel maggio 2023 è eletto vicepresidente del Network for Integrity (rete globale per l’integrità) diventandone Presidente nel dicembre 2024 e l’11 ottobre 2024 diviene presidente dell’European Network for Public Ethics (ENPE, rete europea per l’etica pubblica).

### Posizioni espresse da presidente ANAC

#### Ponte sullo stretto
Nell'ottobre 2023, in merito al decreto legge nr. 35 inerente il Ponte sullo stretto di Messina, durante un'audizione alla Camera dei deputati, Busia riporta la posizione ANAC, mettendo in guardia dagli eccessivi vantaggi assegnati al contraente privato, senza definizione di obblighi e chiusura del contenzioso precedente. Inoltre evidenzia come l’articolo 72 della direttiva europea ponga quale limite invalicabile il non superamento del 50% dei costi del progetto del 2011, avendo evitato la gara.

#### Codice dei contratti
Nel marzo 2023, Busia esprime perplessità a nome dell'ANAC in merito alla possibilità di affidare direttamente e senza gara i contratti inferiori a 150.000 euro prevista dal Codice dei contratti pubblici promulgato nello stesso mese di marzo con decreto legislativo 36/23 su delega del Parlamento al Governo Meloni. Nello specifico, sottolinea il rischio di conseguenze negative (a livello di partecipazione delle imprese e di tutela dei diritti di tutti i soggetti coinvolti) a fronte della riduzione della trasparenza e della pubblicità delle procedure, giundicando troppo elevate le soglie previste per gli affidamenti diretti e per le procedure negoziate, che giudica passibili di rendere gli appalti di minori dimensioni (ossia i più diffusi) meno contendibili e meno controllabili, con susseguente riduzione della concorrenza e della trasparenza nei contratti pubblici. Il suo giudizio suscita le proteste della Lega, che ne chiede le dimissioni, ipotesi immediatamente respinta dall'interessato.

## Opere
- Giuseppe Busia, Il percorso di elaborazione del testo costituzionale, in Stefano Rodotà (a cura di), Alle origini della Costituzione, Bologna, Il Mulino, 1998, ISBN 88-15-06751-5, SBN IEI0126055.
- Giuseppe Busia, Leopoldo Elia, Stato democratico, in Digesto delle discipline pubblicistiche, vol. 15, Torino, UTET, 2000, SBN UTO1130876.
- Giuseppe Busia, Riservatezza (Diritto alla), in Digesto delle discipline pubblicistiche, aggiornamento, Torino, UTET, 2000, SBN CFI0467881.
- Giuseppe Busia, Antonello Cherchi, Privacy ed enti locali guida pratica all'applicazione della normativa sui dati personali, a cura di Stefano Rodotà, collana Autonomie Locali, Milano, Il Sole 24 Ore Editore, 2001, ISBN 88-324-4395-3, SBN RMG0036933.
- Giuseppe Busia, Quanto si può salvare del progetto di revisione..., in Franco Bassanini (a cura di), Costituzione, una riforma sbagliata il parere di sessantatré costituzionalisti, Bagno a Ripoli, Passigli, 2004, ISBN 88-368-0870-0, SBN CSA0120520.
- Giuseppe Busia, Laura Liguori e et al., Le nuove frontiere della privacy nelle tecnologie digitali bilanci e prospettive, Roma, Aracne, 2016, ISBN 978-88-255-0794-2, SBN PAR1247303.
- Giuseppe Busia, Privacy, trasparenza e controlli sull'attività pubblica, in Marco D'Alberti (a cura di), Corruzione e pubblica amministrazione, Napoli, Jovene, 2017, ISBN 978-88-243-2501-1, SBN RL10017891.